# آلبیون کی. پریس
آلبیون کی. پریس (به انگلیسی: Albion K. Parris) سناتور سابق عضو حزب دموکرات ایالات متحده آمریکا بود. وی در سال ۱۸۲۷ تا ۱۸۲۸ میلادی سناتور ایالت مین در سنای ایالات متحده آمریکا بود.